# خورشیدگرفتگی ۴ نوامبر ۲۰۴۰
خورشیدگرفتگی ۴ نوامبر ۲۰۴۰ (به انگلیسی: Solar eclipse of November 4, 2040) یک خورشیدگرفتگی از نوع خورشیدگرفتگی جزئی است. این خورشیدگرفتگی در تاریخ ۴ نوامبر ۲۰۴۰ میلادی (‎۱۴ آبان ۱۴۱۹ خورشیدی) روی خواهد داد که زمان اوج آن، ساعت ۱۹:۰۹:۰۲ به‌وقت ساعت هماهنگ جهانی است.